# Llista model de Medicaments essencials de l'Organització Mundial de la Salut

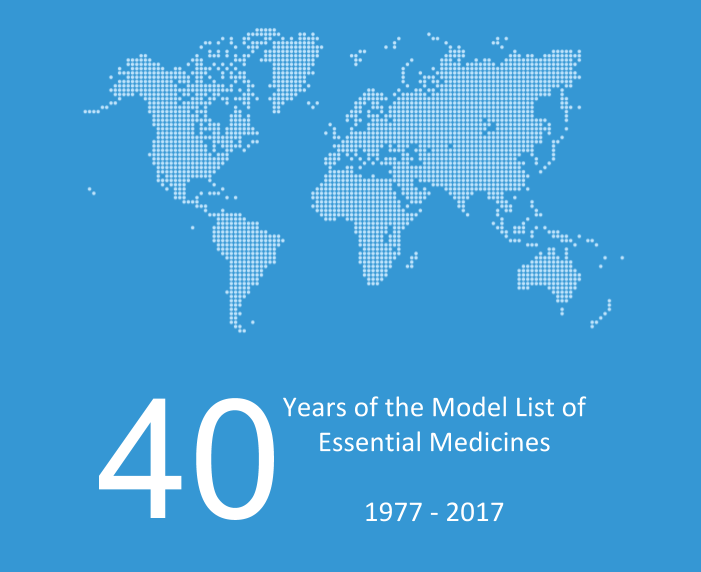

La Llista model de Medicaments essencials de l'Organització Mundial de la Salut és una llista de medicaments essencials creat per l'Organització Mundial de la Salut (OMS). La llista és freqüentment utilitzada pels països per ajudar a desenvolupar les seves pròpies llistes locals de medicaments essencials.
La llista es divideix en elements bàsics i elements complementaris. Els elements complementaris requereixen infraestructures addicionals, com ara proveïdors d'atenció mèdica o equips de diagnòstic o tenen una relació cost/benefici més baixa. Al voltant del 25% dels articles es troben a la llista complementària.
La llista va ser publicada per primera vegada el 1977, i va incloure 212 productes farmacèutics. La OMS actualitza la llista cada 2 anys. La 14a edició es va publicar el 2005i conté 306 fàrmacs. El 2015 es va publicar la 19ª edició de la llista i conté prop de 410 medicaments. La 20a edició es va publicar el 2017 i es compon de 433 fàrmacs. Les llistes nacionals contenen entre 334 i 580 medicaments.
Una llista separada per a nens de fins a 12 anys, coneguda com a Llista model de Medicaments essencials per a la Infància, va ser creada el 2007 i està en la seva 6a edició. Va ser creada per assegurar-se que les necessitats dels nens eren sistemàticament considerades, com ara la disponibilitat de formulacions farmacèutiques adequades. Tots els fàrmacs en la llista infantil també s'inclouen en la llista principal. La llista i les notes es basen en la 19ª i 20ª edició de la llista principal. Un † indica que un medicament només es troba a la llista complementària.

## Anestèsics

### Anestèsics generals i oxigen

#### Medicaments inhalatoris
- Halotà
- Isoflurà
- Òxid de dinitrogen
- Oxigen

#### Medicaments injectables
- Ketamina
- Propofol[nota 1]

### Anestèsics locals
- Bupivacaïna
- Lidocaïna
- Lidocaïna + adrenalina
- Efedrina†

### Medicació preoperatòria i sedació per a procediments breus
- Atropina
- Midazolam
- Morfina

## Medicaments per al dolor i les cures pal·liatives

### Medicaments no opiacis i antiinflamatoris no esteroidals (AINEs)
- Àcid acetilsalicílic (Aspirina)
- Ibuprofèn
- Paracetamol[nota 2]

### Analgèsics opioides
- Codeïna
- Fentanil
- Morfina[nota 3]
- Metadona†

### Medicaments per altres símptomes comuns en les cures pal·liatives
- Amitriptilina
- Ciclizina
- Dexametasona
- Diazepam
- Docusat de sodi
- Fluoxetina
- Haloperidol
- Butilbromur d'hioscina
- Hioscina
- Lactulosa
- Loperamida
- Metoclopramida
- Midazolam
- Ondansetró
- Senòsids

## Antial·lèrgics i medicaments utilitzats en l'anafilaxi
- Adrenalina
- Dexametasona
- Hidrocortisona
- Loratadina[nota 4]
- Prednisolona

## Antídots i altres substàncies utilitzades en intoxicacions

### Inespecífica
- Carbó activat

### Específic
- Acetilcisteïna
- Atropina
- Clorur de metiltionina (blau de metilè)
- Ferrocianur fèrric (blau de Prússia)
- EDTA†
- Deferoxamina†
- Dimercaprol†
- Fomepizole†
- Gluconat de calci
- Naloxona
- Nitrit sòdic
- Penicil·lamina
- Succimer†
- Tiosulfat sòdic

## Antiepilèptics
- Carbamazepina
- Diazepam
- Lamotrigina
- Lorazepam
- Sulfat de magnesi[nota 5]
- Fenobarbital
- Fenitoïna
- Àcid valproic (valproat sòdic)
- Etosuximida†

## Medicaments antiinfecciosos

### Antihelmíntics

#### Antihelmíntics intestinals
- Albendazole
- Ivermectina
- Levamisole
- Mebendazole
- Niclosamida
- Praziquantel
- Pirantel

#### Antifilariàsics
- Albendazole
- Dietilcarbamazina
- Ivermectina

#### Antiesquistosomiàsics i altres antitrematòdics
- Praziquantel
- Triclabendazol
- Oxamniquina†

### Antibacterians

#### Medicaments β-lactàmics
- Amoxicil·lina
- Amoxicil·lina/àcid clavulànic (amoxicil·lina + àcid clavulànic)
- Ampicil·lina
- Benzilpenicil·lina
- Benzilpenicil·lina benzatina
- Benzilpenicil·lina procaïna[nota 6]
- Cefalexina
- Cefazolina[nota 7]
- Cefixima[nota 8]
- Cefotaxima†.[nota 9]
- Ceftriaxona[nota 10]
- Cefuroxima
- Cloxacil·lina
- Fenoximetilpenicil·lina
- Piperacil·lina/tazobactam
- Ceftazidima†
- Meropenem†
- Aztreonam†
- Imipenem + cilastatina†[nota 11]

#### Altres antibacterians
- Amikacina
- Azitromicina[nota 12]
- Cloramfenicol
- Ciprofloxacina
- Claritromicina[nota 13]
- Clindamicina
- Doxiciclina
- Eritromicina
- Gentamicina
- Metronidazole
- Nitrofurantoina
- Espectinomicina
- Trimetoprim/sulfametoxazole
- Trimetoprim
- Vancomicina

#### Medicaments antileprosos
- Clofazimina
- Dapsona
- Rifampicina

#### Medicaments antituberculosos
- Etambutol
- Etambutol + isoniazida
- Etambutol + isoniazida + pirazinamida + rifampicina
- Etambutol + isoniazida + rifampicina
- Isoniazida
- Isoniazida + pirazinamida + rifampicina
- Isoniazida + rifampicina
- Pirazinamida
- Rifabutin[nota 14]
- Rifampicina
- Rifapentina[nota 15]
- Amikacina†
- Capreomicina†
- Clofazimina†
- Cicloserina†[nota 16]
- Delamanid†
- Etionamida†[nota 17]
- Kanamicina†
- Levofloxacina†[nota 18]
- Linezolid†
- Moxifloxacina
- Àcid para-aminosalicílic†
- Estreptomicina†

### Medicaments antimicòtics
- Amfotericina B
- Clotrimazole
- Fluconazole
- Flucitosina
- Griseofulvina
- Itraconazole
- Nistatina
- Voriconazole
- Iodur potàssic†

### Medicaments antivirals

#### Antiherpètics
- Aciclovir

#### Antirretrovirales

##### Inhibidors de la transcriptasa inversa anàlegs de nucleòsids/nucleòtids
- Abacavir (ABC)
- Lamivudina (3TC)
- Tenofovir (TDF)
- Zidovudina (ZDV o AZT)

##### Inhibidors no nucleòsids de la transcriptasa inversa
- Efavirenz (EGV o EFZ)
- Nevirapina (NVP)

##### Inhibidors de la proteasa
- Atazanavir
- Atazanavir + ritonavir
- Darunavir
- Lopinavir + ritonavir (LPV/r)
- Ritonavir

##### Inhibidors de la integrasa
- Dolutegravir
- Raltegravir

##### Combinacions de dosis fixes
- Abacavir + lamivudina
- Efavirenz + emtricitabina + tenofovir[nota 19]
- Efavirenz + lamivudina + tenofovir
- Emtricitabina + tenofovir[nota 19]
- Lamivudina + nevirapina + zidovudina
- Lamivudina + zidovudina

##### Fàrmacs per a la prevenció d'infeccions oportunistes relacionades amb el VIH
- Isoniazida + piridoxina + sulfametoxazole + trimetoprim

##### Altres antivirals
- Oseltamivir[nota 20]
- Ribavirina[nota 21]
- Valganciclovir

#### Fàrmacs antihepatitis

##### Fàrmacs per l'hepatitis B
Nucleòsids/Nucleòtids inhibidors de la transcriptasa inversa
- Entecavir
- Tenofovir disoproxil fumarat (TDF)

##### Fàrmacs per l'hepatitis C
Nucleòsids inhibidors de la polimerasa
- Sofosbuvir

de la proteasa
- Simeprevir

Inhibidors de NS5A
- Daclatasvir

No-nucleòsids inhibidors de la polimerasa
- Dasabuvir

Altres antivirals
- Ribavirina[nota 22]
- Interferó-alpha-2a pegilat or Interferó-alpha-2b pegilat†[nota 23]

Combinacions a dosis fixes
- Ledipasvir + sofosbuvir
- Ombitasvir + paritaprevir + ritonavir
- Sofosbuvir + velpatasvir

### Medicaments antiprotozoaris

#### Medicaments antiamebians i antigiardiàsics
- Diloxanida
- Metronidazole

#### Medicaments antileishmaniosi
- Amfotericina B
- Miltefosina
- Paromomicina
- Estibogluconat sòdic o antimoniat de meglumina

#### Medicaments antipalúdics

##### Per al tractament curatiu
- Amodiaquina[nota 24]
- Artemèter[nota 25]
- Artemèter + lumefantrina[nota 26]
- Artesunat[nota 27]
- Artesunat + amodiaquina[nota 28]
- Artesunat + mefloquina
- Cloroquina[nota 29]
- Dihidroartemisinina + piperaquina
- Doxiciclina[nota 30]
- Mefloquina[nota 31]
- Primaquina[nota 32]
- Quinina[nota 33]
- Sulfadoxina + pirimetamina[nota 34]

##### Per a la profilaxi
- Cloroquina[nota 35]
- Doxiciclina
- Mefloquina
- Proguanil[nota 36]

#### Medicaments contra la pneumocistosi i la toxoplasmosi
- Pirimetamina
- Sulfadiazina
- Sulfametoxazol + trimetoprim
- Pentamidina†

#### Medicaments contra la tripanosomosi

##### Tripanosomosi africana

###### Primera etapa
- Pentamidina[nota 37]
- Suramina sòdica[nota 38]

###### Segona etapa
- Eflornitina[nota 39]
- Melarsoprol
- Nifurtimox[nota 40]

#### Tripanosomosi americana
- Benznidazole
- Nifurtimox

## Medicaments per a la migranya

### Per al tractament de l'atac agut
- Àcid acetilsalicílic
- Ibuprofèn
- Paracetamol

### Per a la profilaxi
- Propranolol

## Antineoplàstics i immunosupressors

### Medicaments immunosupressors
- Azatioprina†
- Ciclosporina†

### Citotòxics i medicaments adjuvants
- Tretinoina†
- Al·lopurinol†
- Asparaginasa†
- Bendamustina†
- Bleomicina†
- Folinat de calci†
- Capecitabina†
- Carboplatí†
- Clorambucil†
- Cisplatí†
- Ciclofosfamida†
- Citarabina†
- Dacarbazina†
- Dactinomicina†
- Dasatinib†
- Daunorubicina†
- Docetaxel†
- Doxorubicina†
- Etopòsid†
- Filgrastim†
- Fluorouracil†
- Gemcitabina†
- Hidroxicarbamida†
- Ifosfamida†
- Imatinib†
- Irinotecan†
- Mercaptopurina†
- Mesna†
- Metotrexat†
- Oxaliplatí†
- Paclitaxel†
- Procarbazina†
- Rituximab†
- Tioguanina†
- Trastuzumab†
- Vinblastina†
- Vincristina†
- Vinorelbina†
- Àcid zoledrònic†

### Hormones i antihormones
- Anastrozole†
- Bicalutamida†
- Dexametasona†
- Hidrocortisona†
- Leuprorelina†
- Metilprednisolona†
- Prednisolona†
- Tamoxifèn†

## Medicaments antiparkinsonians
- Biperidè
- Levodopa + carbidopa

## Medicaments que afecten la sang

### Medicaments antianèmics
- Sal ferrosa
- Sal ferrosa + àcid fòlic
- Àcid fòlic
- Hidroxocobalamina
- Agents estimulants de l'eritropoesi†

### Medicaments que afecten la coagulació
- Enoxaparina
- Heparina
- Fitomenadiona
- Sulfat de protamina

- Àcid transexàmic

- Warfarina
- Desmopressina†

### Altres medicaments per hemoglobinopaties
- Deferoxamina†[nota 41]
- Hidroxicarbamida†

## Productes sanguinis i substituts del plasma d'origen humà

### Sang i els seus components
- Plasma refrigerat
- Concentrats de plaquetes
- Glòbuls vermells
- Sang completa

### Medicaments derivats del plasma

#### Immunoglobulines humanes
- Immunoglobulina anti-Rho (D)
- Immunoglobulina antiràbica
- Immunoglobulina antitetànica
- Immunoglobulina humana normal†

#### Factors de coagulació de la sang
- Factor VIII†
- Factor IX†

### Substituts del plasma
- Dextran 70[nota 42]

## Medicaments cardiovasculars

### Medicaments antianginosos
- Bisoprolol[nota 43]
- Trinitrat de gliceril
- Dinitrat d'isosorbida
- Verapamil

### Medicaments antiarítmics
- Adrenalina
- Bisoprolol[nota 43]
- Digoxina
- Lidocaïna
- Verapamil
- Amiodarona†

### Medicaments antihipertensius
- Amlodipina
- Bisoprolol[nota 43]
- Enalapril
- Hidralazina[nota 44]
- Hidroclorotiazida
- Metildopa[nota 45]
- Losartan
- Nitroprussiat de sodi†

### Medicaments utilitzats en la insuficiència cardíaca
- Bisoprolol[nota 43]
- Digoxina
- Enalapril
- Furosemida
- Hidroclorotiazida
- Espironolactona
- Dopamina†

### Medicaments antitrombòtics

#### Medicaments antiplaquetaris
- Àcid acetilsalicílic
- Clopidogrel

#### Medicaments trombolítics
- Estreptocinasa†

### Agents hipolipemiants
- Simvastatina[nota 46]

## Medicaments dermatològics (tòpics)

### Medicaments antimicòtics
- Miconazol
- Sulfur de seleni
- Tiosulfat de sodi
- Terbinafina

### Medicaments antiinfecciosos
- Mupirocina
- Permanganat de potassi
- Sulfadiazina de plata

### Antiinflamatoris i antipruriginosos
- Betametasona
- Calamina
- Hidrocortisona

### Medicaments que afecten la diferenciació i la proliferació
- Peròxid de benzoil
- Quitrà d'hulla
- Fluorouracil
- Resina del podofil
- Àcid salicílic
- Urea

### Escabicidas i pediculicides
- Benzoat de benzil
- Permetrina

## Agents de diagnòstic

### Medicaments oftàlmics
- Fluoresceïna
- Tropicamida

### Mitjans de contrast radiològic
- Amidotrizoat
- Sulfat de bari
- Iohexol
- Meglumine iotroxato†

## Desinfectants i antisèptics

### Antisèptics
- Clorhexidina
- Etanol
- Povidona iodada

### Desinfectants
- Dispensador per a neteja manual a base d'alcohol
- Compost a base de clor
- Cloroxilenol
- Glutaral

## Diürètics
- Amilorida
- Furosemida
- Hidroclorotiazida
- Manitol
- Espironolactona

## Medicaments gastrointestinals
- Enzims pancreàtics†

### Antiulcerosos
- Omeprazole
- Ranitidina

### Antiemètics
- Dexametasona
- Metoclopramida
- Ondansetró

### Medicaments antiinflamatoris
- Sulfasalazina
- Hidrocortisona†

### Laxants
- Senòsids

### Medicaments utilitzats en la diarrea

#### Rehidratació oral
- Sals de rehidratació oral

#### Els medicaments per a la diarrea en nens
- Sulfat de zinc[nota 47]

## Hormones, altres medicaments endocrins i anticonceptius

### Hormones suprarenals i succedanis sintètics
- Fludrocortisona
- Hidrocortisona

### Andrògens
- Testosterona†

### Anticonceptius

#### Anticonceptius hormonals orals
- Etinilestradiol + levonorgestrel
- Etinilestradiol + noretisterona
- Levonorgestrel
- Ulipristal

#### Anticonceptius hormonals injectables
- Cipionat d'estradiol + Acetat de medroxiprogesterona
- Acetat de medroxiprogesterona
- Enantat de noretisterona

#### Dispositius intrauterins
- Dispositiu que contingui coure
- Dispositiu que contingui progestagen

#### Mètodes de barrera
- Preservatius
- Diafragmes

#### Anticonceptius implantables
- Implant d'alliberament de etonogestrel
- Implant d'alliberament de levonorgestrel

#### Anticonceptius intravaginals
- Anell vaginal de progesterona

### Insulines i altres medicaments usats per a la diabetis
- Gliclazida[nota 48]
- Glucagó
- Insulina soluble
- Insulina d'acció intermèdia
- Metformina

### Inductors de l'ovulació
- Clomifèn†

### Progestàgens
- Acetat de medroxiprogesterona

### Hormones tiroïdals i antitiroïdals
- Levotiroxina
- Iodur de potassi
- Propiltiouracil
- Solució de Lugol†

## Immunològics

### Agents de diagnòstic
- Tuberculina, derivat proteic purificat (PPD)

### Sèrums i immunoglobulines
- Immunoglobulina anti-D (humana)
- Immunoglobulina (humana) antiràbica
- Immunoglobulina (humana) antitetànica
- Immunoglobulina antiofídica[nota 49]
- Antitoxina contra la diftèria

### Vacunes
- Vacuna BCG
- Vacuna contra el còlera[nota 50]
- Vacuna antidiftèrica
- Vacuna contra l'Haemophilus influenzae tipus b
- Vacuna contra l'hepatitis A[nota 50]
- Vacuna contra l'hepatitis B
- Vacuna contra la grip
- Vacuna del papil·lomavirus
- Vacuna de l'encefalitis japonesa[nota 51]
- Vacuna contra el xarampió
- Vacuna contra la meningitis meningocòccica[nota 50]
- Vacuna contra la parotiditis
- Vacuna contra la tos ferina
- Vacuna antipneumocòccica
- Vacuna contra la poliomielitis
- Vacuna antiràbica[nota 50]
- Vacuna contra els rotavirus
- Vacuna contra la rubèola
- Vacuna antitètanica
- Vacuna contra l'encefalitis transmesa per paparres[nota 51]
- Vacuna contra el tifus[nota 50]
- Vacuna contra la varicel·la
- Vacuna contra la febre groga[nota 51]

## Relaxants musculars (d'acció perifèrica) i inhibidors de la colinesterasa
- Atracuri
- Neostigmina
- Suxametoni
- Vecuroni
- Piridostigmina†

## Preparats oftalmològics

### Agents antiinfecciosos
- Aciclovir
- Azitromicina
- Eritromicina
- Natamicina
- Ofloxacina
- Gentamicina
- Tetraciclina

### Agents antiinflamatoris
- Prednisolona

### Anestèsics locals
- Tetracaïna

### Miòtics i medicaments antiglaucomatosos
- Acetazolamida
- Latanoprost
- Pilocarpina
- Timolol

### Midriàtics
- Adrenalina†
- Atropina[nota 52]

### Factor anti creixement endotelial vascular (VEGF)
- Bevacizumab†

## Oxitòcics i antioxitòcics

### Oxitòcics
- Ergometrina
- Misoprostol
- Oxitocina
- Mifepristona - misoprostol†.[nota 53]

### Antioxitòcics (tocolítics)
- Nifedipina

## Solució de diàlisi peritoneal
- Solució (de composició apropiada) per la diàlisi peritoneal†

## Medicaments per als trastorns mentals i del comportament

### Medicaments usats en els trastorns psicòtics
- Clorpromazina
- Flufenazina
- Haloperidol
- Risperidona
- Clozapina†

### Medicaments usats en els trastorns de l'estat d'ànim

#### Medicaments usats en els trastorns depressius
- Amitriptilina
- Fluoxetina

#### Medicaments usats en els trastorns bipolars
- Carbamazepina
- Carbonat de liti
- Àcid valproic (valproat de sodi)

### Medicaments per als trastorns d'ansietat
- Diazepam

### Medicaments utilitzats en els trastorns obsessivocompulsius
- Clomipramina

### Medicaments per als trastorns deguts al consum de substàncies psicoactives
- Teràpia de reemplaçament de nicotina
- Metadona†

## Medicaments que actuen en les vies respiratòries

### Antiasmàtics i medicaments per a la malaltia pulmonar obstructiva crònica
- Adrenalina
- Beclometasona
- Budesonida
- Budesonida + formoterol
- Bromur d'ipratropi
- Salbutamol

## Solucions correctores dels electròlits i trastorns acidobàsics

### Oral
- Sals de rehidratació oral
- Clorur de potassi

### Parenteral
- Glucosa
- Glucosa amb clorur de sodi
- Clorur de potassi
- Clorur de sodi
- Hidrogencarbonat de sodi
- Lactat de sodi, en solució composta

### Diversos
- Aigua per injecció

## Vitamines i minerals
- Àcid ascòrbic
- Calci
- Colecalciferol[nota 54]
- Ergocalciferol
- Iode
- Nicotinamida
- Piridoxina
- Retinol
- Riboflavina
- Fluorur de sodi
- Tiamina
- Gluconat de calci†

## Medicaments en els nens per l'oïda, nas i gola
- Àcid acètic
- Budesonida
- Ciprofloxacina
- Xilometazolina

## Medicaments específics per a l'atenció neonatal

### Medicaments administrats al nounat
- Citrat de cafeïna
- Clorhexidina
- Ibuprofèn†
- Prostaglandina E†
  - Prostaglandina E1
  - Prostaglandina E2
- Surfactant†

### Medicaments administrats a la mare
- Dexametasona

## Medicaments per a les malalties de les articulacions

### Medicaments usats per tractar la gota
- Al·lopurinol

### Agents modificadors de la malaltia utilitzats en l'artritis reumatoide i similars
- Cloroquina
- Azatioprina†
- Hidroxicloroquina†
- Metotrexat†
- Penicil·lamina†
- Sulfasalazina†

### Malalties articulars juvenils
- Àcid acetilsalicílic[nota 55]